# Thailand Route 35

Straßenschild Nr. 35

Die Thailand Route 35  (Thai: ทางหลวงแผ่นดินหมายเลข 35 - Thang Luang Phaen Din Mai Lek 35, Deutsch: Nationalstraße Nr. 35; im englischen Sprachgebrauch: Highway 35) ist eine Schnellstraße in Thailand. Sie stellt eine schnelle Verbindung von Bangkok in Richtung Hua Hin und der Südregion Thailands dar. 
Die Schnellstraße beginnt im Südwesten von Bangkok im Stadtteil Bang Khun Thian am Autobahnkreuz der Rama II Road und der Outer Bangkok Ring Road. Sie führt dann in Richtung Südwesten durch die Provinzen Samut Sakhon und Samut Songkhram bis zur Provinz Ratchaburi. Dort im Landkreis (Amphoe) Amphoe Pak Tho mündet sie direkt an der Grenze zur Provinz Phetchaburi in die Thanon Phetkasem (Highway 4).

## Kartenmaterial
- ThinkNet: MapMagic - Bangkok und Samut Prakan. Multi-Purposes Bilingual Mapping Software, Bangkok, Ausgabe 2006
- ThinkNet: Road Map of Thailand. MapMagic CD + Paper Map. Multi-Purposes Bilingual Mapping Software, Bangkok, Ausgabe 2008